# Graphium weiskei
Espèce
Graphium weiskei ou Machaon tacheté pourpre est une espèce de lépidoptères de la famille des Papilionidae. Il se nomme en anglais Purple Spotted Swallowtail
- Répartition : Papouasie-Nouvelle-Guinée[1].

## Philatélie
Ce papillon figure sur une émission d'Indonésie de 1963 (valeur faciale : 6 + 1,50 r) et de Sao Tomé-et-Principe (1000 dobra)[réf. nécessaire].